# 互聯網卡
互聯網卡是中國大陸傳統手機電訊營運商與互聯網站合作推出的手機套餐計劃，在2017年10月前一般以套卡形式發售，所以這類套餐計劃一般都以「某某卡」命名。
一直以來，各電訊營運商都限制用戶更改為費用檔次較低的套餐。與知名網站合作推出的互聯網卡原意是為了吸納新用戶，更是僅限新用戶辦理，老用戶無法使用原有手機號碼直接轉為互聯網卡套餐。但根據《信息產業部關於保障移動電話用戶資費方案選擇權的通知》第二条「應保證本企業同一網絡的原有用戶，可以在不改變號碼的情況下，自主選擇使用本企業的所有資費方案」。少量用戶依據該通知規定通過向工信部投訴成功更改套餐，但並沒有引起關注討論。
2017年10月下旬，中國大陸社交網絡傳出大量中國聯通用戶成功更改為互聯網卡套餐計劃的消息，不僅是之前通過工信部投訴的老辦法，也有網友發文指出上海聯通某些線下營業廳內部系統已支持老用戶更換為互聯網卡套餐並已成功辦理，引起網絡討論及媒體報道。中國聯通率先回應媒體「正優化辦理流程」。工信部其後回應已約談中國移動、中國聯通、中國電信，要求除雙方另有約定外，不得限制用戶的資費選擇權。

## 種類
互聯網卡主要分為三類：定向流量、通用流量、按使用量返還。

### 定向流量
一般是針對合作網站的手機應用程式內產生的數據流量做出優惠或減免。
如：中國聯通與騰訊合作的騰訊王卡系列，使用指定騰訊手機應用產生的數據流量免費；中國聯通與Bilibili合作的嗶哩嗶哩系列互聯網卡，使用Bilibili手機應用產生的數據流量免費；中國電信與阿里巴巴合作的阿里魚卡系列，使用指定阿里巴巴手機應用產生的數據流量免費；中國電信與愛奇藝合作的愛享卡，使用愛奇藝手機應用產生的數據流量免費。

### 通用流量
與合作網站推出的聯名卡套餐，沒有針對性的數據流量優惠或減免，但一般在套餐計劃資費比電訊營運商非互聯網卡套餐為低。
如：中國電信與小米合作的米粉卡1元日租版，月費5元，省內流量1元/800MB，省外流量2元/800MB，數據流量當天有效，語音通話0.1元/分鐘。而中國電信自行推出的天翼日租卡，月費6元，省內流量資費與米粉卡1元日租版一樣都是1元/800MB，但省外流量卻按30元/500MB收費，語音通話更要0.2元/分鐘。

### 按使用量返還
按月計算的使用量並以數據流量用量或消費紅包返還。
如：中國聯通與小米合作的米粉卡，使用MIUI應用產生的數據流量，將在次月返還等額國內通用流量，最高返還40GB；中國電信與支付寶合作的螞蟻紅包卡，將在次月返還套餐外消費金額50%的支付寶消費紅包；中國聯通與滴滴出行合作的橙卡，每次使用滴滴出行打車後，都將獲贈50MB數據流量。

## 辦理
新用戶可通過對應合作網站渠道進行辦理。
老用戶可通過電訊營運商客服辦理更改套餐計劃。

## 套餐計劃
三大基礎電訊營運商已與眾多互聯網站甚至傳統機構推出互聯網卡套餐計劃。
- 京東強卡
- 京東紅包卡
- 京東體驗卡
- 騰訊王卡
- 支付寶螞蟻寶卡
- 支付寶螞蟻紅包卡
- 優酷酷視卡
- 小米米粉卡
- 百度神卡
- 新浪微博V卡
- 浦發銀行發卡
- 工商銀行e卡
- 滴滴橙卡
- 愛奇藝愛享卡
- bilibili22卡、33卡、小电视卡